# 玫瑰麒麟
玫瑰麒麟（学名：Leuenbergeria bleo）為仙人掌科Leuenbergeria屬下之一種落葉灌木。原生於 哥倫比亞與巴拿馬。該屬是仙人掌中最原始的一群，也是唯一具有木質莖和葉片的一群。不過它們花朵單生、花瓣與花萼不易區分、雄蕊多數、漿果、以及「刺座」等特徵與其他仙人掌相同。

## 命名
「玫瑰麒麟」，因花似玫瑰而得名。麒麟為原屬名：木麒麟屬（Pereskia）。Leuenbergeria是由木麒麟屬分出的一個新屬，玫瑰麒麟被分入新屬內，新學名為Leuenbergeria bleo，舊學名Pereskia bleo被視為同物異名。東南亞華人稱它「七星針」，因莖幹上刺座之分布有如七星并列的緣故。

## 生態習性
玫瑰麒麟習於生長在海平面至海平面1300公尺之間，潮濕的熱帶常綠森林以及次生林河流邊的沙質地上。一般外形如灌木，有時半攀爬。高度約2至8公尺。由於分布廣，且已廣泛用作樹籬，屬於未受威脅之樹種。

## 物種描述

### 莖
莖幹木質化，直徑寬者可達15公分。莖表光滑，顏色由綠至棕。具圓形白色「刺座」，黑色銳刺呈輻射狀，多時可達40根。莖長，成熟後多分支。葉茂。幼莖紅色，自刺座中生出。刺座初生時被有絨毛。

### 葉
葉互生，呈輪狀。長橢圓形，長6至21公分，寬2至7公分。先端漸尖，基部漸狹漸尖，葉柄長2至3.5公分。葉基處有銳刺。葉全緣，波浪形。幼葉紅色，後漸轉為綠色。

### 花
兩性花單生，頂生或側生。頂生花在其緊鄰的下方兩側常伴有兩朵會稍遲綻放的花朵。花形似玫瑰，直徑約4至6公分。花瓣12至15片。花柱較雄蕊稍長，柱頭有5至7裂片。雄蕊多數，具百支以上。花期長，如溫度適宜，幾乎全年可見。花色有鮮紅、橘紅與鮭魚等色。

### 果
黃色蠟質漿果，呈倒三角錐形。直徑約4至6公分。內5室，每室1顆黑色種子。

## 用途
玫瑰麒麟生性強健，生長速度快，常作為牆垣綠化，也可作為嫁接附生類及小型仙人掌的砧木。據稱，玫瑰麒麟在東南亞用作草藥，主治跌打損傷、各種內外傷，有消腫活血化瘀的功效，及治療女疾病等功效。

## 圖示

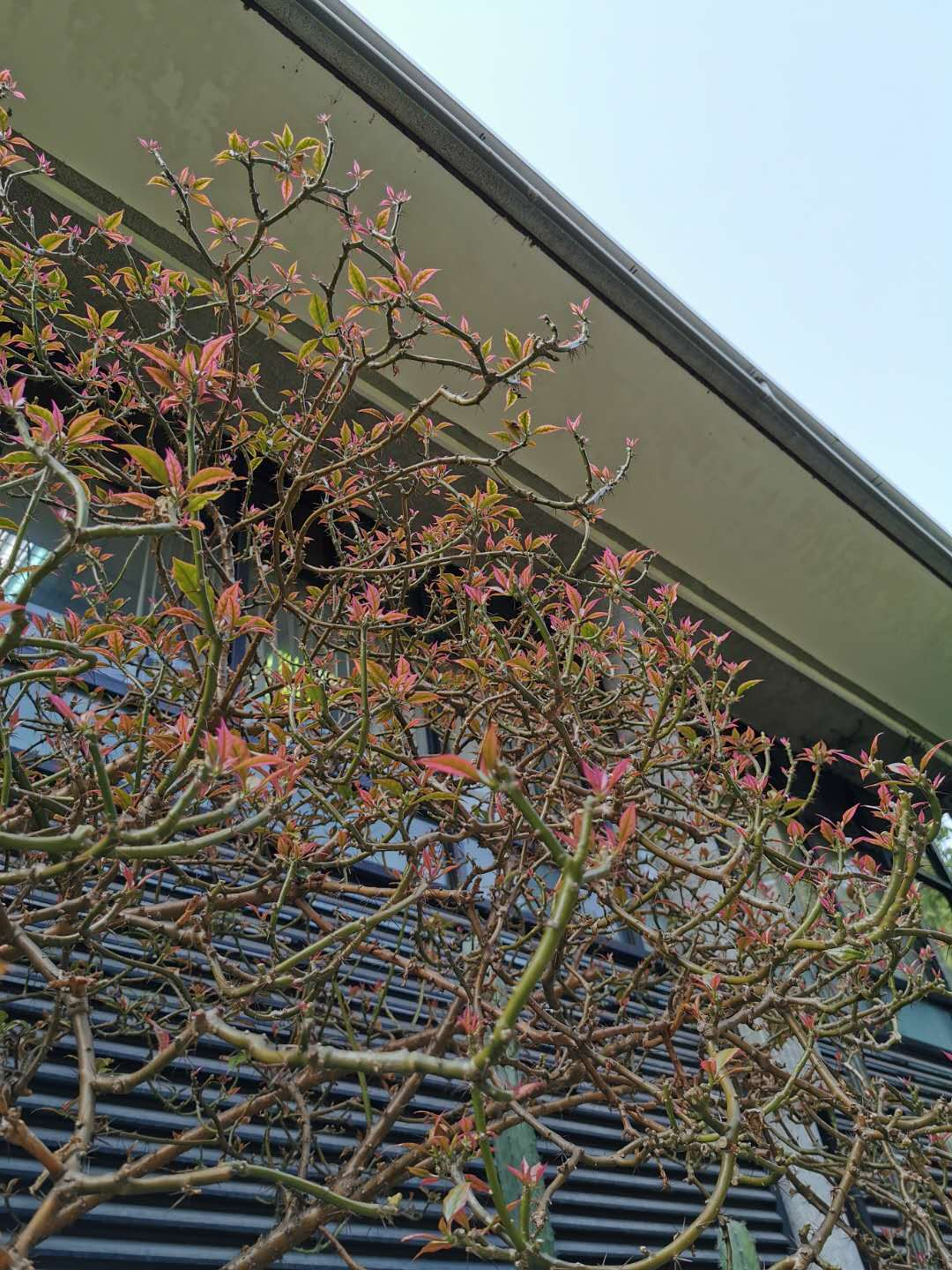
初春紅色新芽
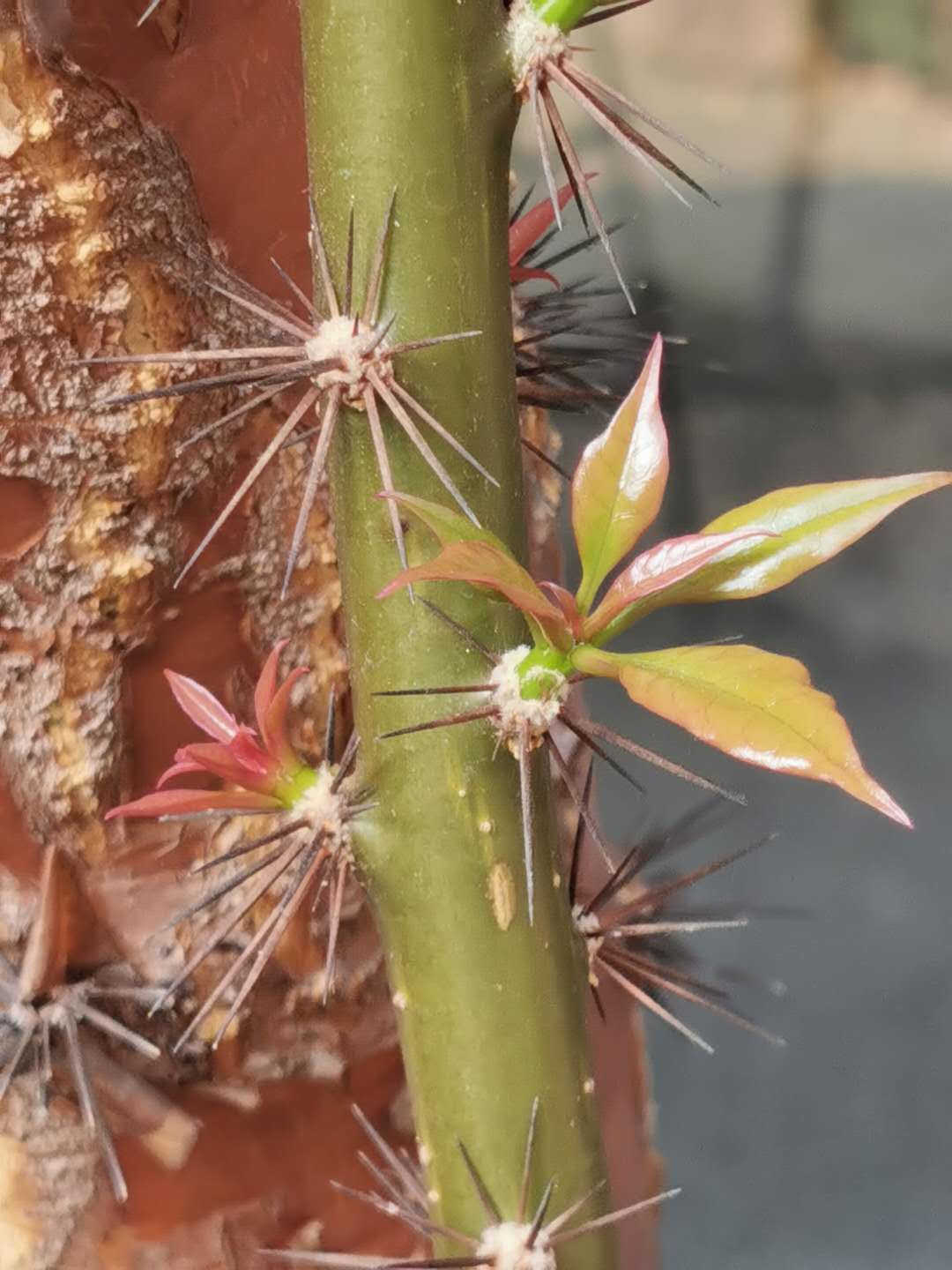
紅色幼莖自刺座中生出
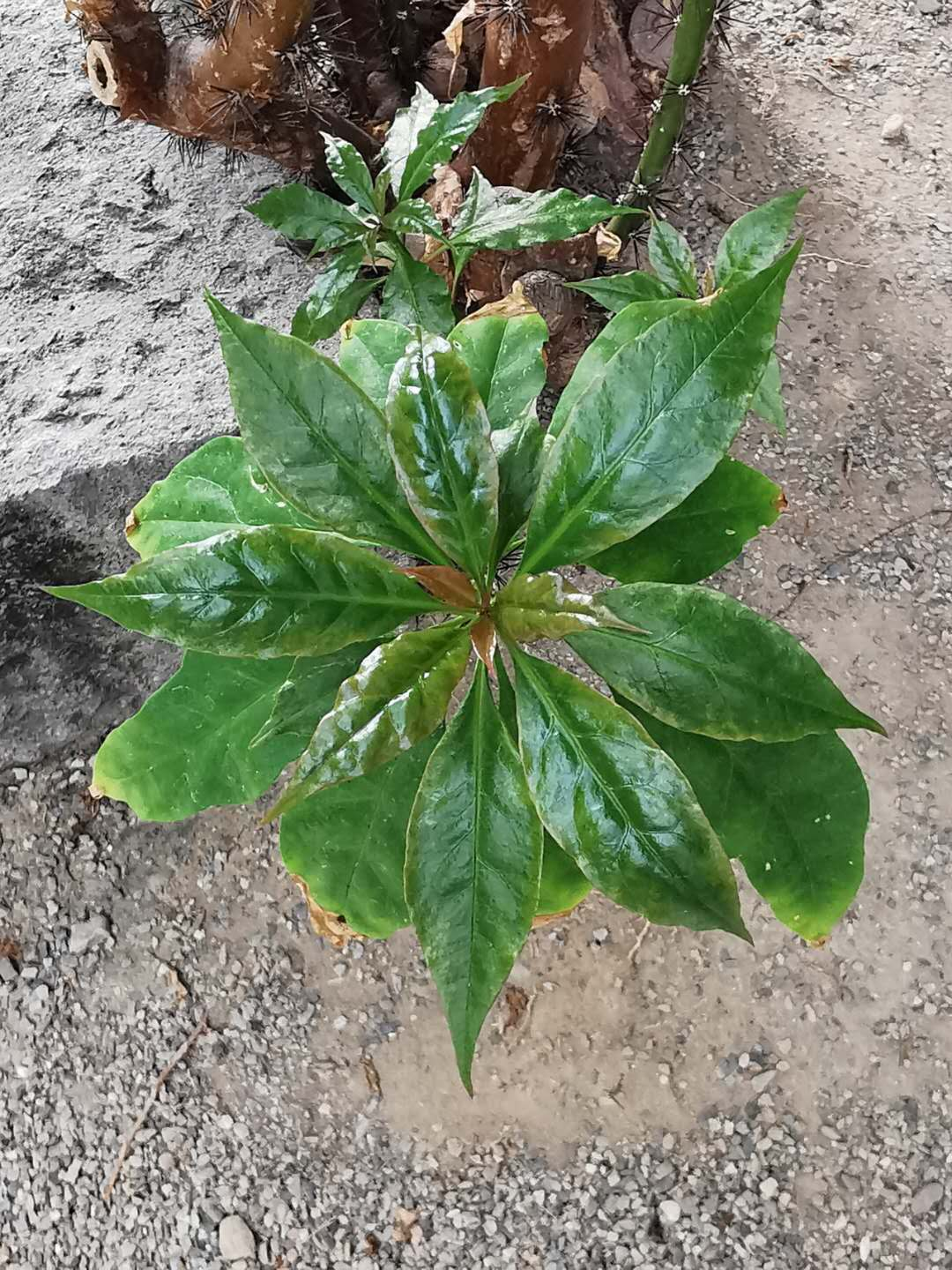
葉互生呈輪狀
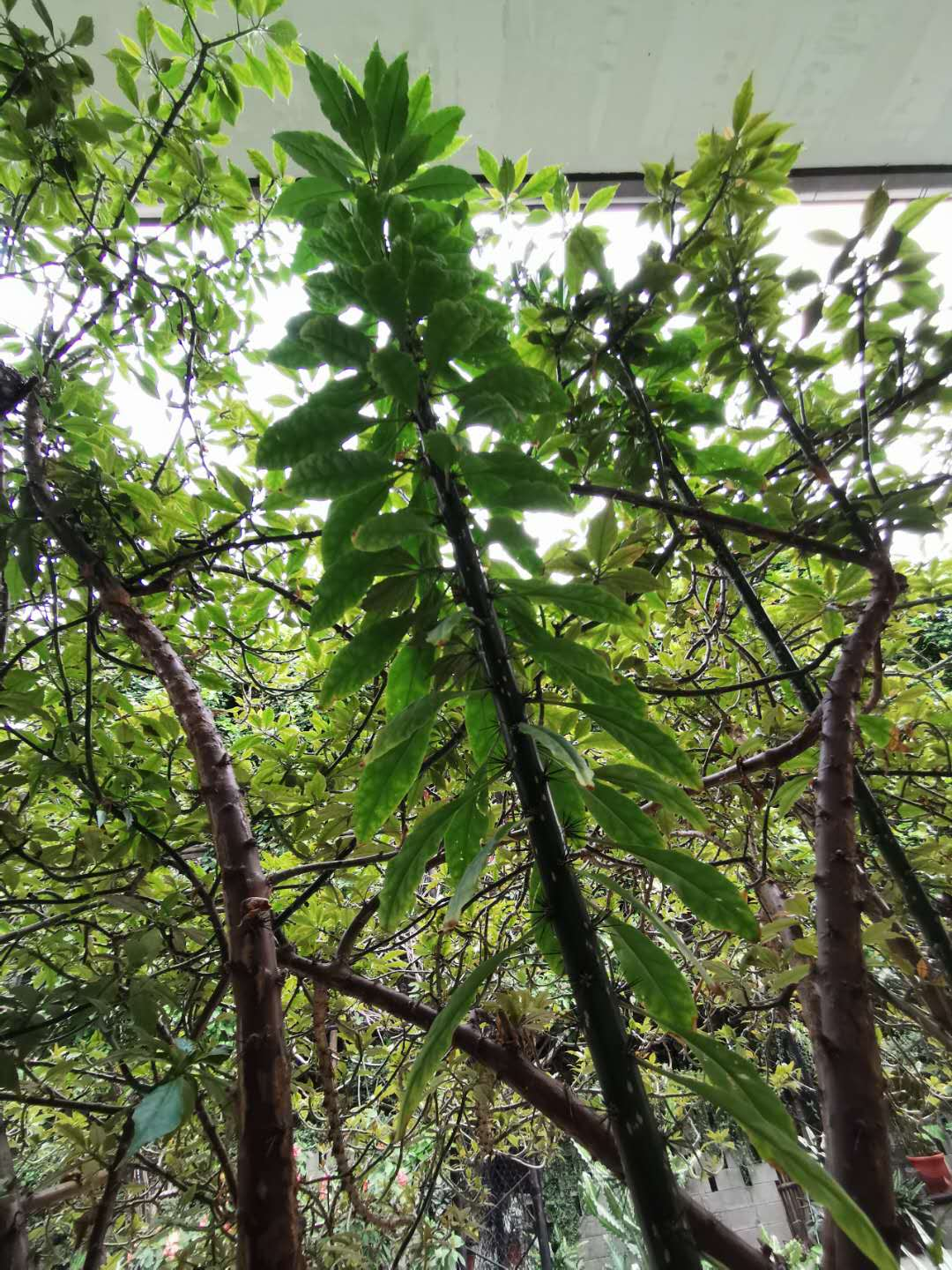
莖長
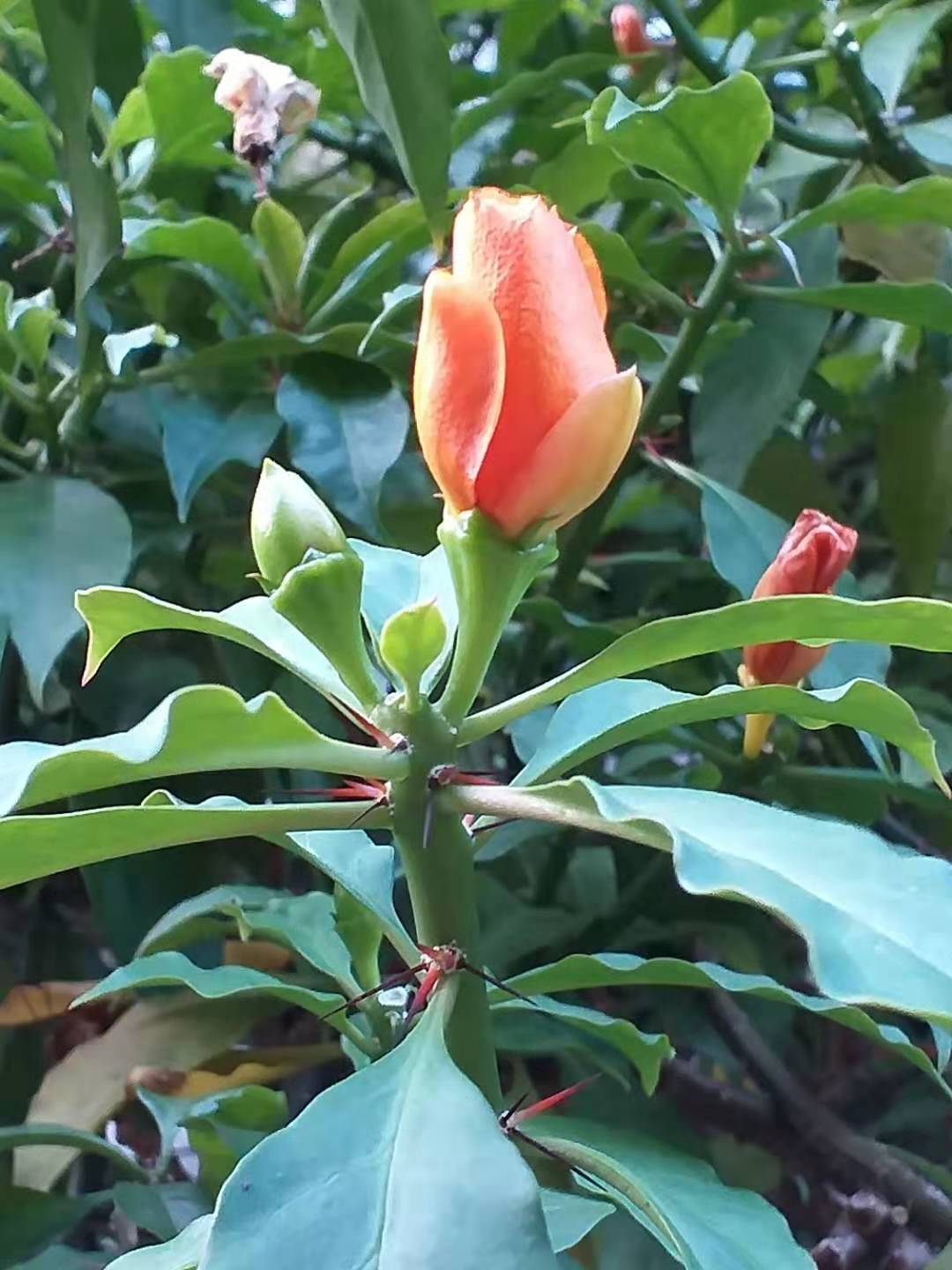
新莖枝上紅色幼刺
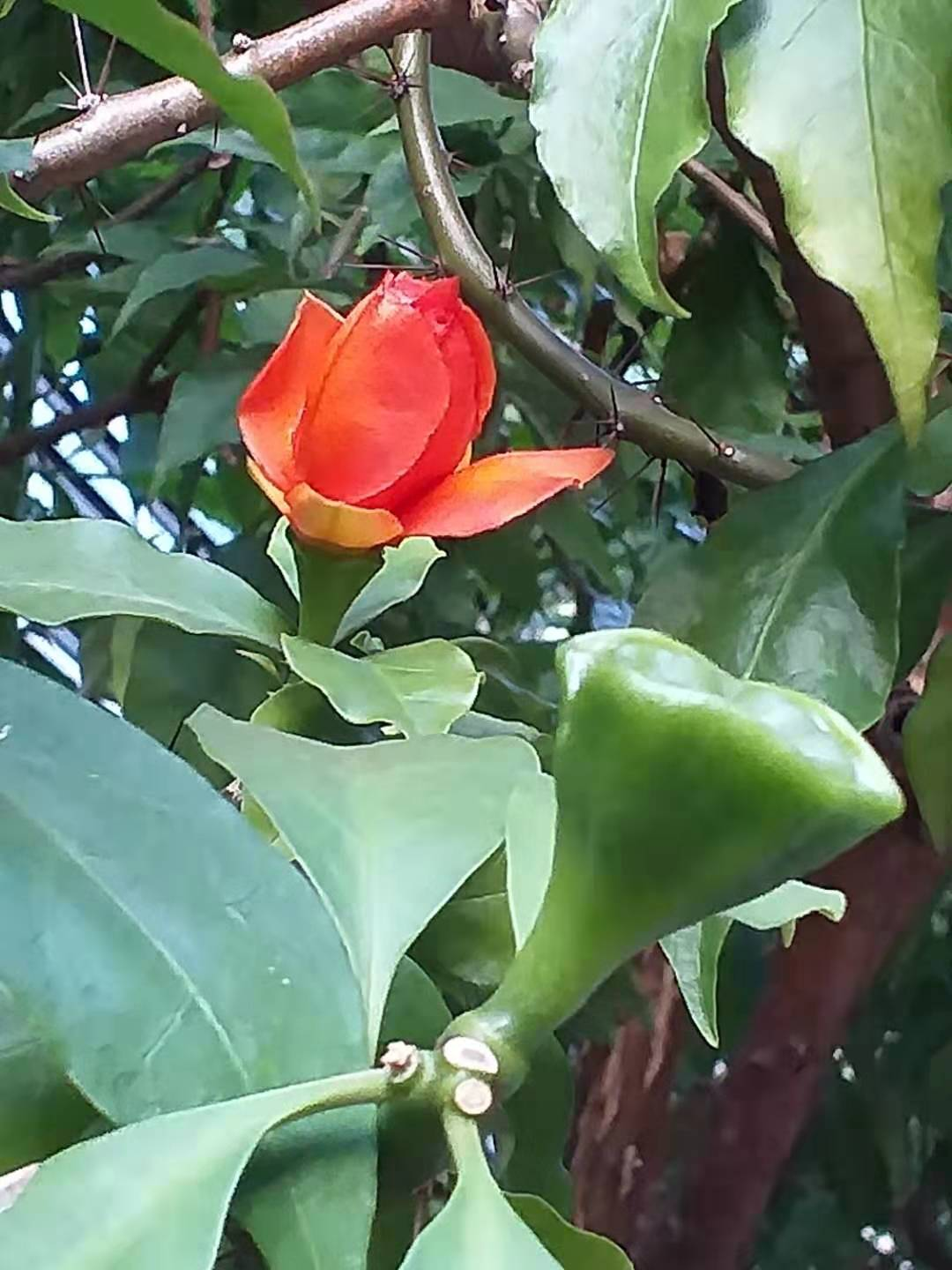
花苞與綠色幼果
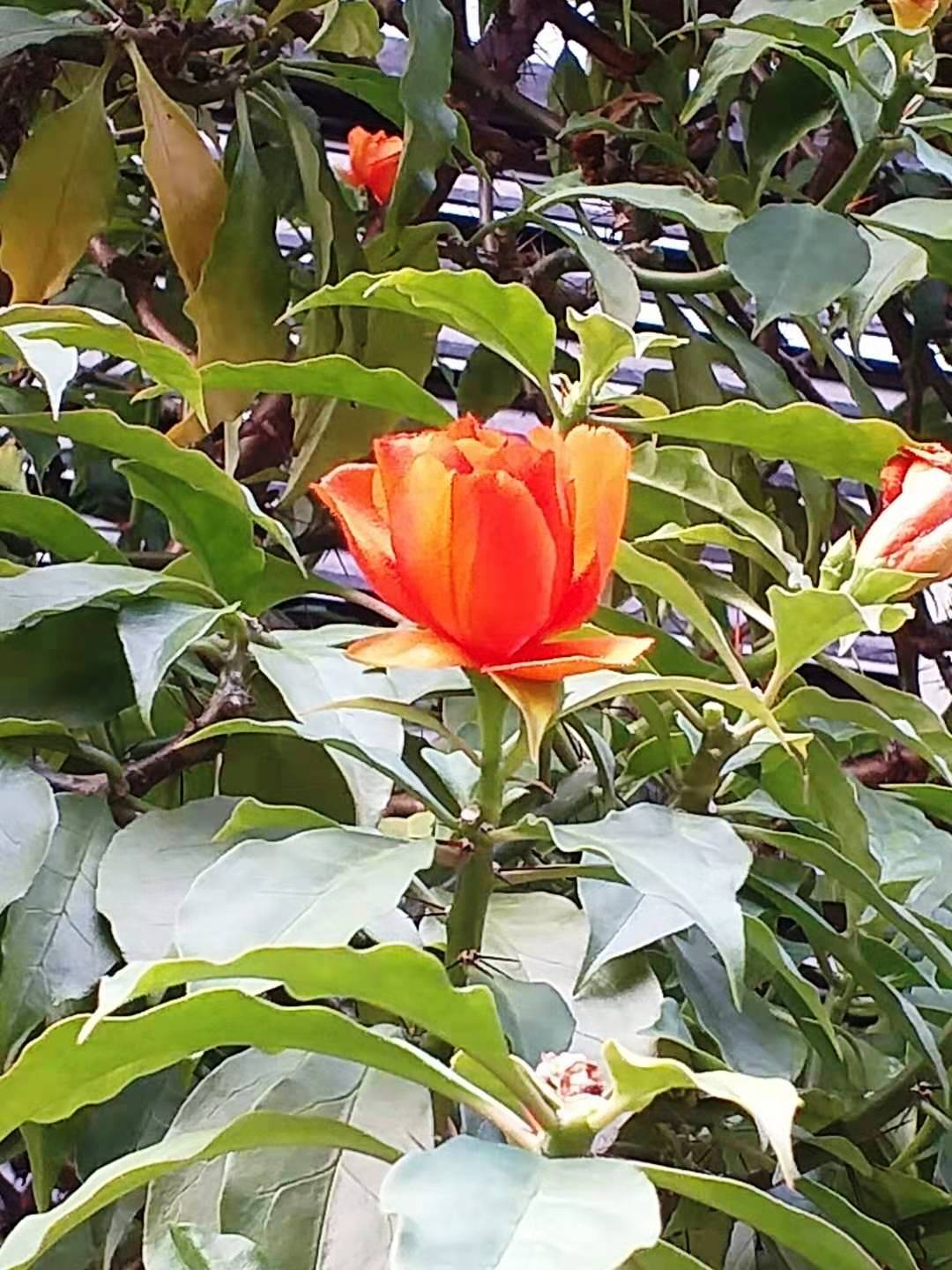
花初開
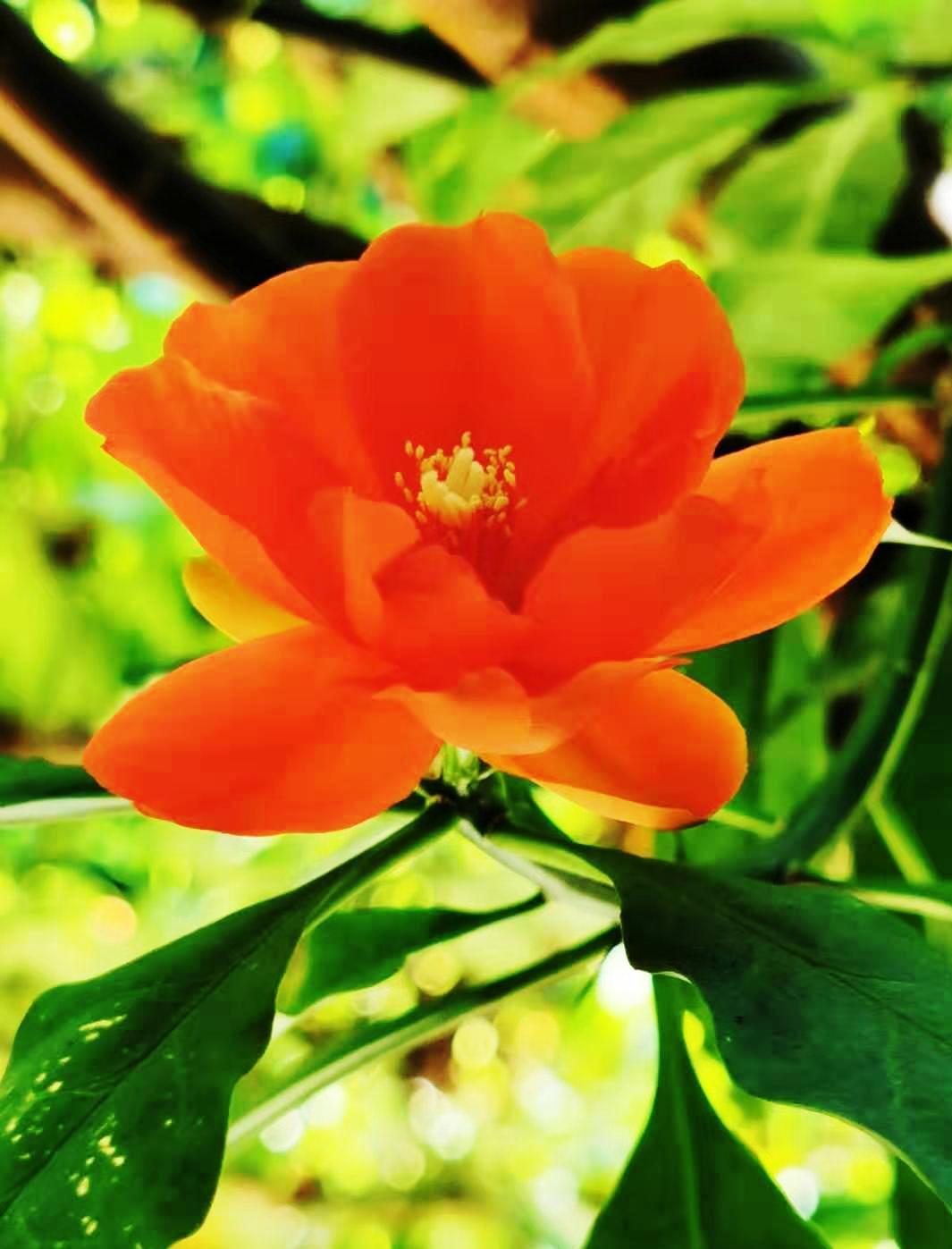
雄蕊多數柱頭分裂
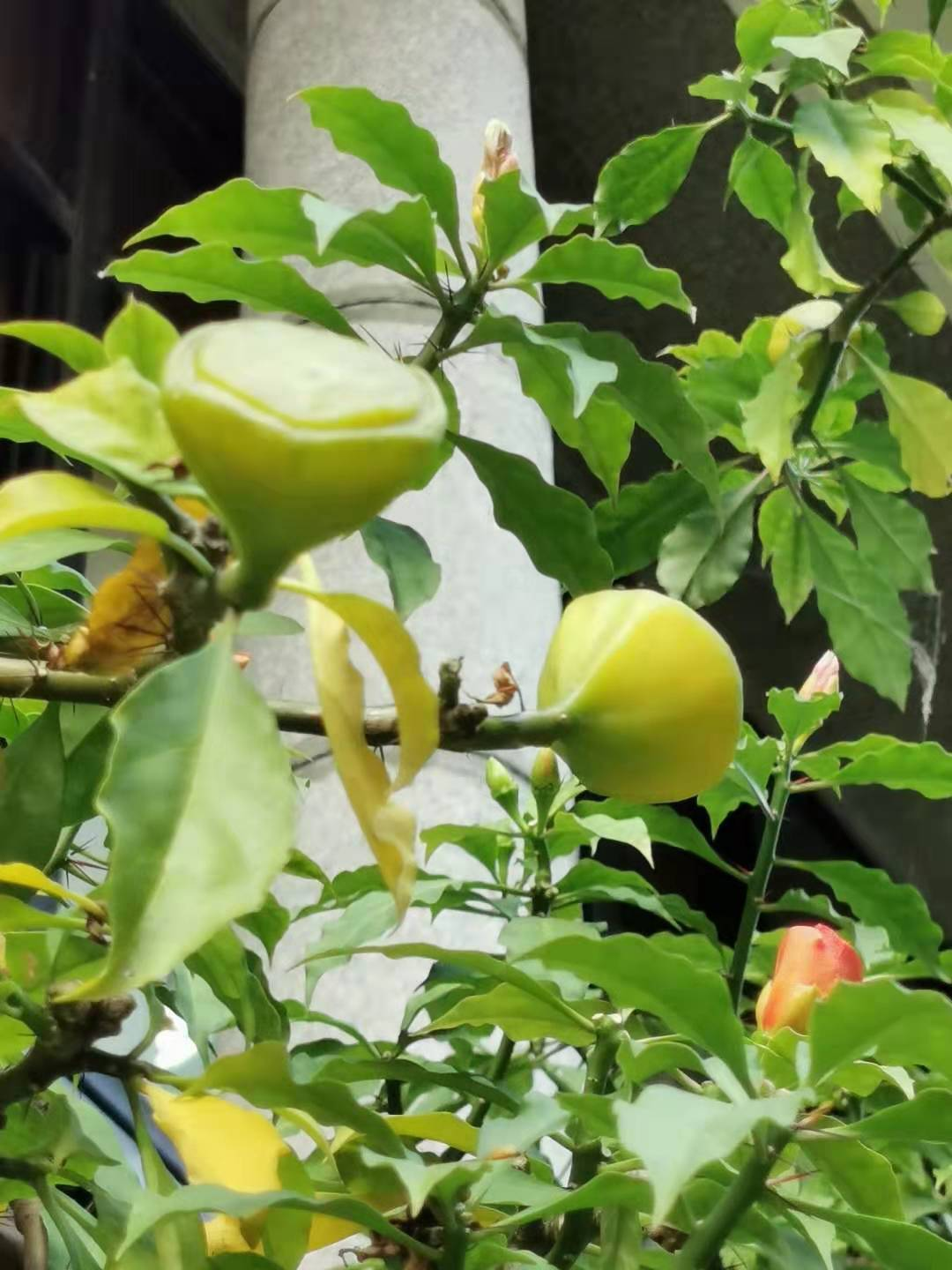
果實倒三角錐形
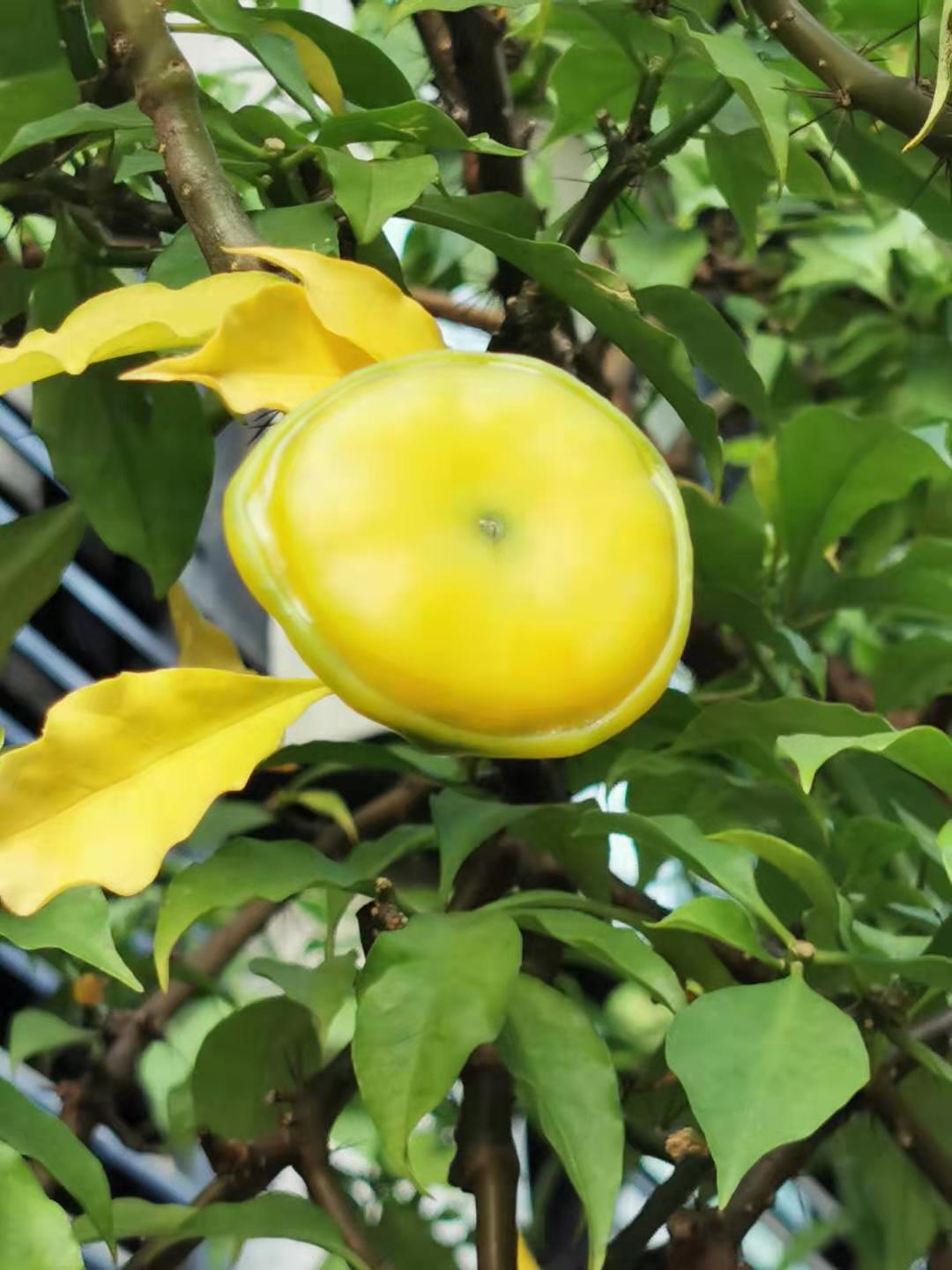
黃色果實即將成熟
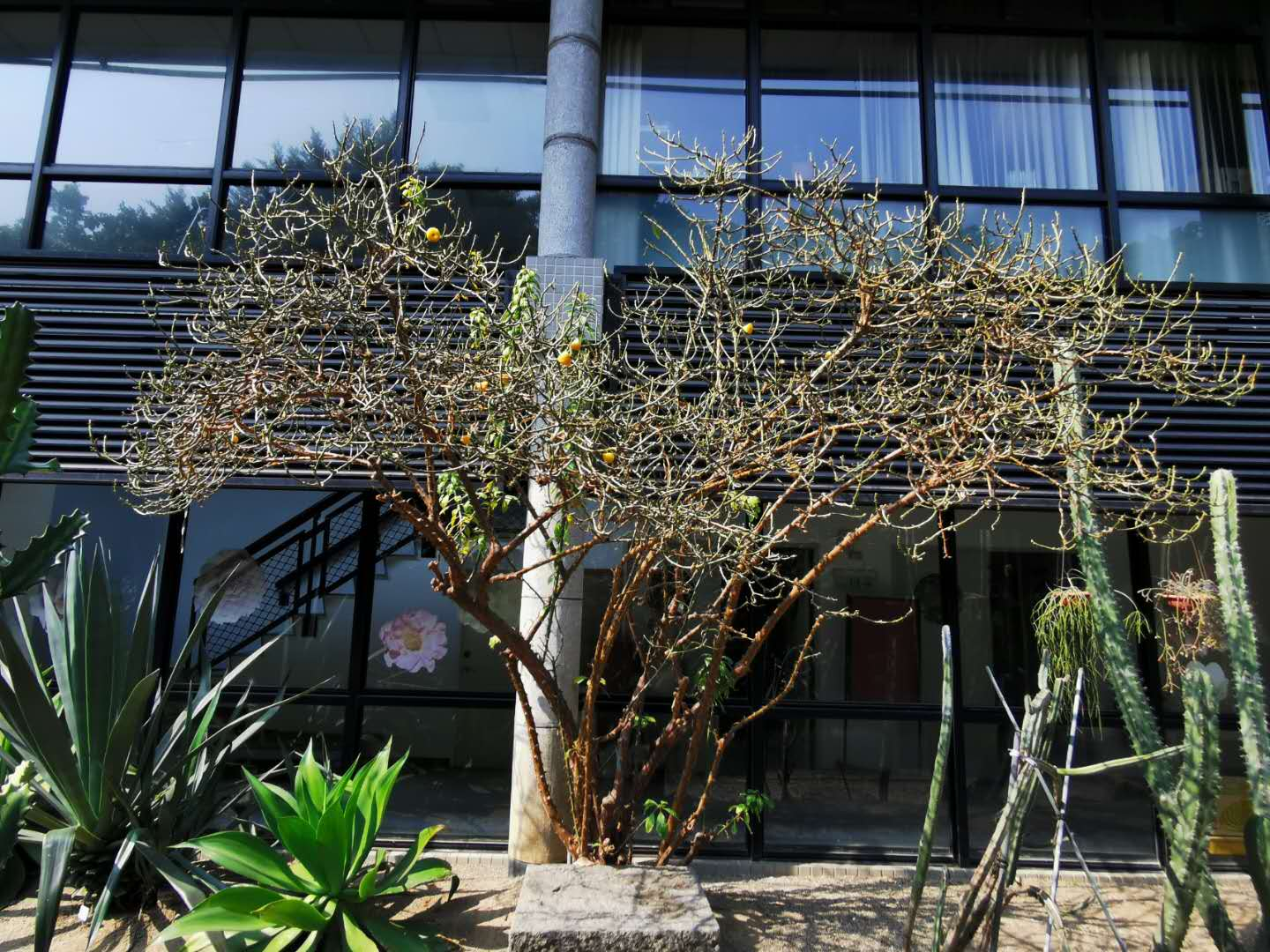
冬季葉落樣貌
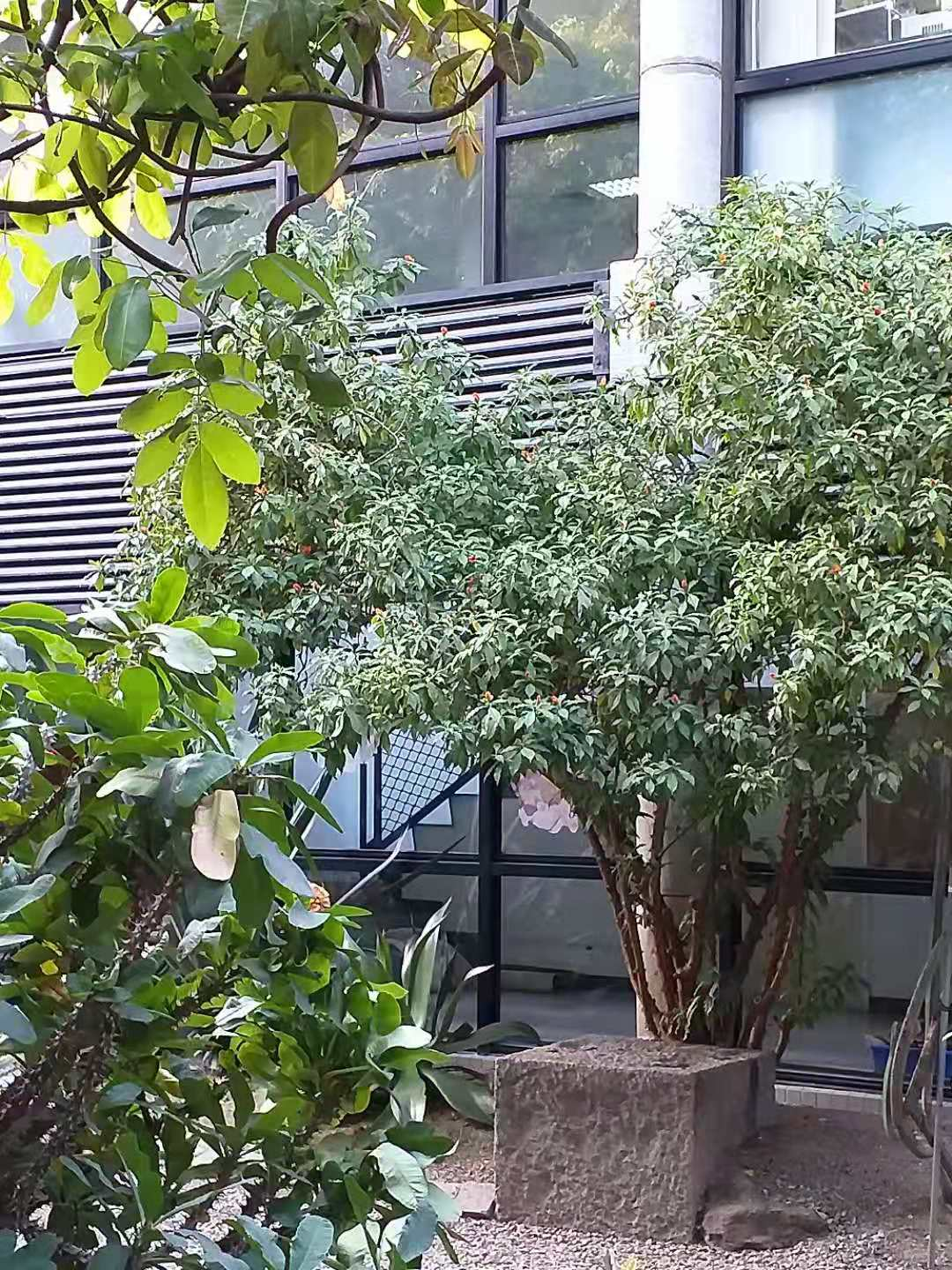
生長迅速枝葉茂盛

### 引用
1. ↑  .   [2024-07-01]. （原始内容存档于2024-06-13）.
2. ↑  . （原始内容存档于2021-10-30）.
3. 1 2 3  .
4. 1 2 3 4 5 6 7 8 9  . （原始内容存档于2017-10-12）.
5. 1 2  .

### 來源
- （英语）.
- .   [2020-04-02]. （原始内容存档于2020-02-16） （英语）.
- .   [2020-04-02]. （原始内容存档于2017-10-12） （英语）.
- （中文）.
- （中文）.
- （中文）.

## 擴展閱讀
- 维基共享资源上的相關多媒體資源：玫瑰麒麟